# Bab El Finga
Bab El Finga (arabe : باب الفينقة) est l'une des portes de la médina de Sousse (Tunisie).

## Histoire
Contrairement aux autres portes qui datent de l'époque aghlabide, comme Bab El Gharbi, Bab El Finga est percée avec Bab Jedid et Bab El Jebli au XIXe siècle, plus précisément entre 1892 et 1895, à l'initiative des autorités françaises. Située du côté ouest de la médina, elle se trouvait sous le protectorat français devant la caserne du 4e régiment de tirailleurs tunisiens.
Bien que ce n'est pas la traduction du nom arabe de la porte (qui trouve probablement son origine dans la langue italienne), Bab El Finga est connue en français sous le nom de « porte de la potence » ou « porte de la guillotine ».
Dans la culture populaire, la porte est connue pour avoir abriter un quartier réservé à la prostitution légale mais qui a été fermé après la révolution de 2011 à la suite de plusieurs attaques de la part de salafistes.